# RusLine
РусЛине ( рус. Авиакомпания РусЛайн ) је регионална авиокомпанија из Русије са седиштем у Москви   и са базом на аеродрому Внуково. Углавном обавља домаће регионалне и чартер летове.  

## Историја
Авиокомпанија је основана 1999. године под називом Aerotex Airlines са седиштем на аеродрому Шереметјево.  Садашњи назив RusLine користи се од марта 2013. године.  . 
Дана 1. априла 2010. авиокомпанија је преузела банкротирану авиокомпанију Ер Волга. Такође је усвојен нови дизајн авиокомпаније а стари лого је освежен. Овим преузимањем флота је стекла и шест Бомбардиер ЦРЈ200   авиона, као и неколико нових рута, а нова база на аеродрому Волгоград је пуштене у рад. Аеродром Домодедово такође је постао нова база а отворене  су и додатна чворишта на Санкт Петербург и аеродрому Јекатеринбург .     
Од 21. марта 2018. године, компанија RusLine све своје летове преноси  са Аеродром Домодедово на Внуково.

## Флота
Авиокомпанија је раније користила  совјетске авионе Ту-134 и Јак-40 . Од фебруара 2008. углавном користи авионе Бомбардиер . 
Од марта 2020. године флота  RusLine-а састоји се од 18 летелица просечне старости од 19,9 година: 
| Тип авиона          | Број | Седишта |
| ------------------- | ---- | ------- |
| Бомбардиер ЦРЈ100ЕР | 12.  | 50      |
| Бомбардиер ЦРЈ200ЕР | 6    | 50      |
| Укупно              | 18   |         |

## Одредишта
RusLine опслужује регионалне дестинације у Русији и чартер летове ка другим земљама.  

## Несреће и инциденти
20. јуна 2011, 47 људи погинуло је у паду лета 243. Авион Ту-134 компаније  RusLine-а  на лету из  Москве-Домодедово се срушио док се приближавао аеродрому Петрозаводск . Због лоших услова видљивости, пилоти нису били свесни да се спуштају пребрзо, тако да је авион ударио у дрвеће и ударио у аутопут. Само 5 особа је преживело пад.  